# Jökulhálsleið

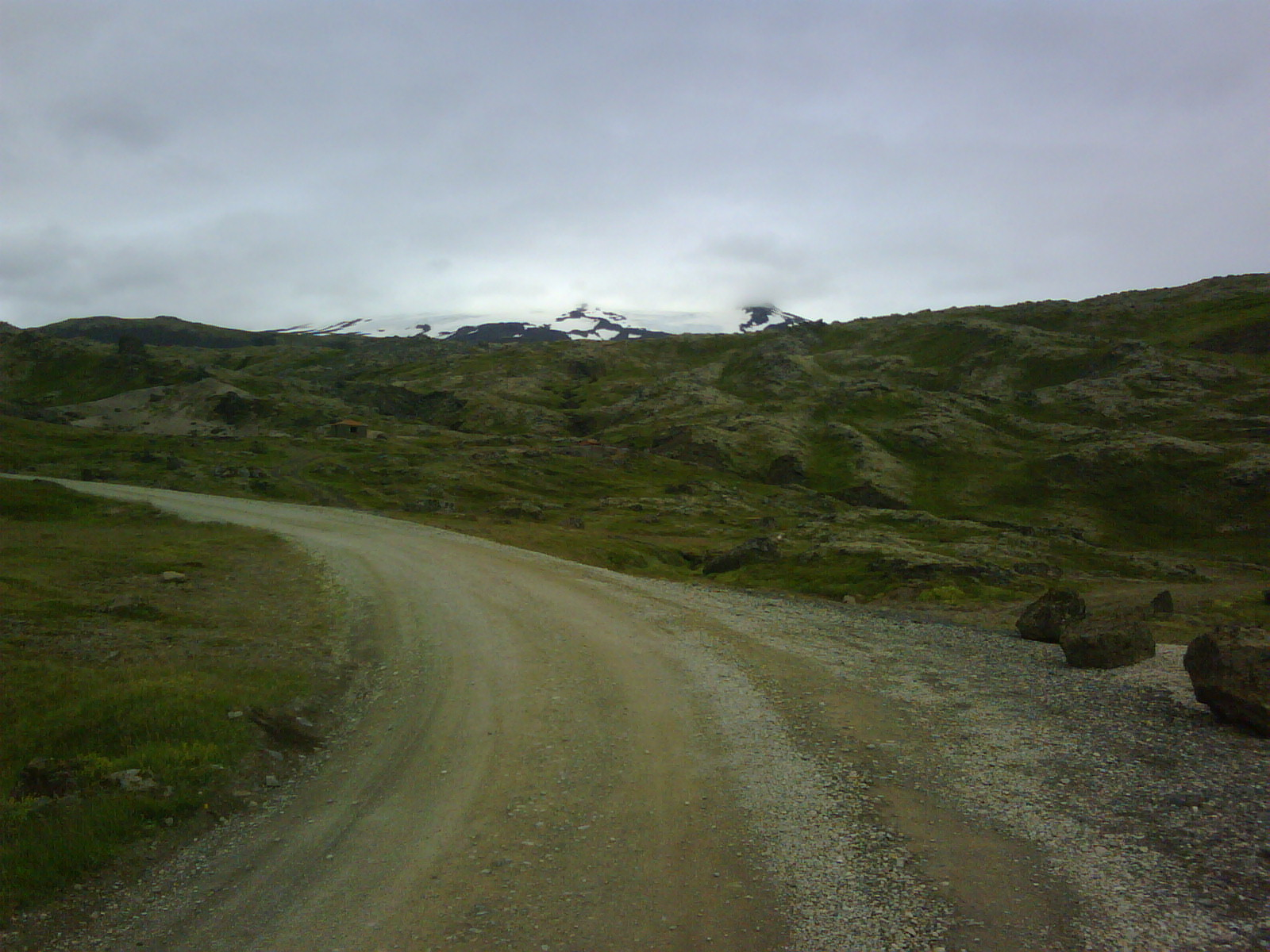
Inizio della salita verso lo Snæfellsjökull

La Jökulhálsleið (570) è una strada che, dalla Útnesvegur sulla costa settentrionale della penisola di Snæfellsnes in Islanda, sale sul ghiacciaio Snæfellsjökull, per poi scendere verso dalla Útnesvegur sulla costa meridionale della penisola.